# Hangáj-hegység
A Hangáj-hegység (mongolul: Хангайн нуруу, Hangajn nurú) magashegység Nyugat- és Közép-Mongóliában. A főként gránitból és kristályos kőzetekből álló Hangáj-hegység a Mongol-fennsíkból emelkedik ki, több helyen is elérve a 3000 méteres magasságot. Legmagasabb csúcsa a 4008 méter magas Otgontenger-hegy. A török népek mítoszai a középkor óta e területre teszik Ötükent, a törökök őshazáját.

## Elhelyezkedés
A hegységet déli, délkeleti irányból a Mongol-Altaj határolja, nyugaton a Nagy Tavak medencéje (Ih Núrúdín Hotgor), kelet felől a hegységben eredő Orhon folyó és a Halha-síkság határolja, északon az Delgermörön és Szelenge folyó völgye húzódik. A hegységtől délre fekszik a Góbi-sivatag.
A hegységben több jelentős folyó is ered: északon az Ider és a Csulút, keleten az Orhon, délen a Dzavhan. A déli oldal legtöbb folyója a Góbi-sivatag területén sóstavakban végződik.

## Domborzat

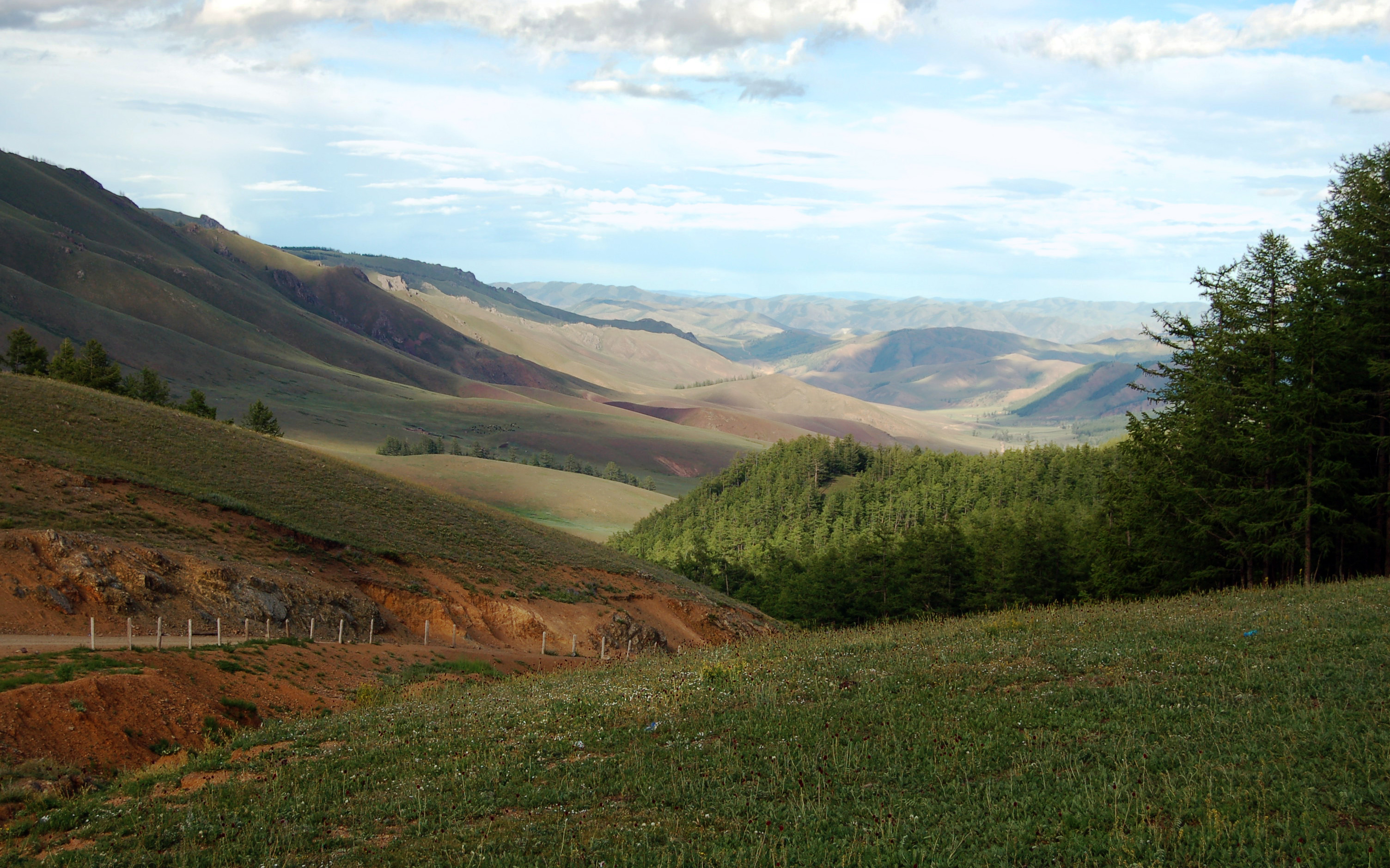
A Tarvagatai-hegység a Hangáj északi részén

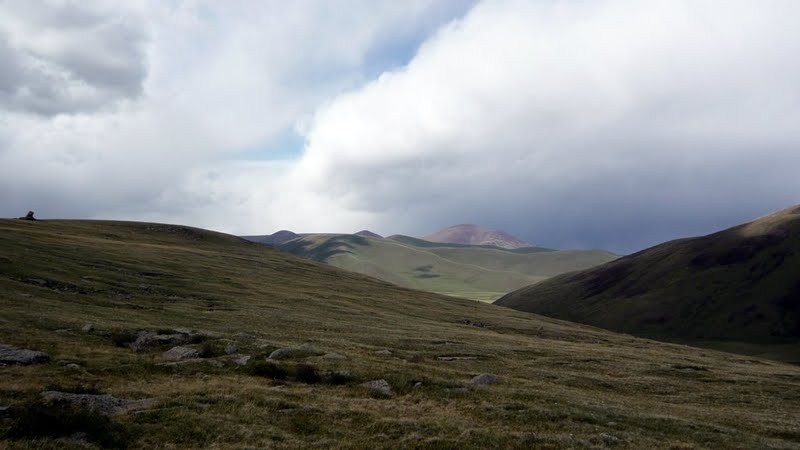
Erhet-csúcs (3535 m), a hegység második legmagasabb csúcsa

A keleten 2600 méterre magasodó főgerinc nyugat felé 3400 méteres magasságot is elér. A nagy kiterjedésű, magas térszínen a pleisztocén korú platógleccserek nyomai lelhetők fel. A főgerinc fölé csak magában álló magas tömbök emelkednek, ahol már hóhatár alatti fagyott törmeléklejtők is találhatók. Csak az alpesi kinézetűre formálódott Otgontenger-hegy éri el a fagyhatárt. A hegység legmagasabb csúcsa messzire világító fehér hósapkát visel, ahonnan kis gleccserek húzódnak le meredeken a völgyekbe.
A nagy magasság ellenére az Otgontenger masszívumon kívül majdnem mindenhol lágy és legömbölyített formák vannak túlsúlyban. A völgyek helyenként mélyen bevágódtak a hegybe és nemritkán tágas völgykatlanná szélesednek. Jellegzetes morfológiai jelenség a völgyaszimmetria, ami különösen a kelet-nyugati futású völgyeknél figyelhető meg. A délre néző lejtők meredekek, sziklásak, legfeljebb fű nő rajtuk, míg az északiak lankásabbak, gyakran erdősek.
Számtalan helyen megtalálhatók az alapkőzeten magasodó bazaltvulkánkúpok, vagy a völgyekben levő hatalmas bazaltfennsíkok, amikbe a folyók mély szurdokokat vágnak, különleges morfológiai jellegzetességet kölcsönözve a Hangáj-hegységnek. Így töltötte ki például az Orhon völgyének felső szakaszát egy feketésbarna bazaltfennsík, nagy kőtömbökkel és sziklaszirtekkel több mint 100 kilométer hosszan, amibe a folyó helyenként 35 méter mély szurdokot vágott.